# キルギスの空港の一覧
キルギスの空港の一覧を示す。

## 空港
| 都市名                        | 州               | ICAO | IATA      | 空港名                                          | 地理座標                                                               |
| ----------------------------- | ---------------- | ---- | --------- | ----------------------------------------------- | ---------------------------------------------------------------------- |
| ビシュケク                    | チュイ州         | UCFM | FRU (БИШ) | マナス国際空港                                  | 北緯43度03分40秒 東経074度28分39秒 / 北緯43.06111度 東経74.47750度     |
| オシ                          | オシ州           | UCFO | OSS (ОШШ) | オシ空港                                        | 北緯40度36分32秒 東経072度47分35秒 / 北緯40.60889度 東経72.79306度     |
| ジャララバード                | ジャララバード州 | UAFJ | (ДЖБ)     | ジャララバード空港                              | 北緯40度56分39秒 東経072度58分40秒 / 北緯40.94417度 東経72.97778度     |
| カザルマン                    | ジャララバード州 | UAFZ | (КЗМ)     | カザルマン空港                                  | 北緯41度24分37秒 東経074度02分39秒 / 北緯41.41028度 東経74.04417度     |
| ケルベン                      | ジャララバード州 | UAFE | (КРФ)     | ケルベン空港                                    | 北緯41度29分04秒 東経071度44分01秒 / 北緯41.48444度 東経71.73361度     |
| トクトグル                    | ジャララバード州 | UAFX | (ТГЛ)     | トクトグル空港                                  | 北緯41度52分40秒 東経072度51分44秒 / 北緯41.87778度 東経72.86222度     |
| カニシュ＝キヤ                | ジャララバード州 | -    | (КШЯ)     | カニシュ＝キヤ空港                              | 北緯41度45分19秒 東経071度03分02秒 / 北緯41.75528度 東経71.05056度     |
| マッシ                        | ジャララバード州 | -    | -         | サカルディ空港（Sakaldy (Dubar) Aerodrome）     | 北緯41度00分29秒 東経072度33分45秒 / 北緯41.00806度 東経72.56250度     |
| バトケン                      | バトケン州       | UAFB | (БАТ)     | バトケン空港                                    | 北緯40度02分33秒 東経070度50分17秒 / 北緯40.04250度 東経70.83806度     |
| イスファナ                    | バトケン州       | UAFI | (ИФА)     | イスファナ空港                                  | 北緯39度49分29秒 東経069度34分07秒 / 北緯39.82472度 東経69.56861度     |
| キジル＝キヤ                  | バトケン州       | UAFS | (КЫК)     | キジル＝キヤ空港（キジルキヤ空港）              | 北緯40度16分18秒 東経072度02分49秒 / 北緯40.27167度 東経72.04694度     |
| ダロオト＝コルゴン            | オシ州           | -    | (ДКУ)     | ダロオト＝コルゴン空港（Daroot-Korgon Airport） | 北緯39度32分46秒 東経072度14分57秒 / 北緯39.54611度 東経72.24917度     |
| アラヴァン                    | オシ州           | -    | -         | アラヴァン空港（Aravan Aerodrome）              | 北緯40度31分15秒 東経072度24分30秒 / 北緯40.52083度 東経72.40833度     |
| マダニヤト                    | オシ州           | -    | -         | マダニヤト空港（Madaniyat Aerodrome）           | 北緯40度35分36秒 東経072度50分56秒 / 北緯40.59333度 東経72.84889度     |
| オトゥス＝アディル            | オシ州           | -    | -         | Yntymak Aerodrome                               | 北緯40度34分50秒 東経072度56分0.17秒 / 北緯40.58056度 東経72.9333806度 |
| オシ                          | オシ州           | -    | -         | Osh (East) Aerodrome                            | 北緯40度32分5秒 東経072度45分10秒 / 北緯40.53472度 東経72.75278度      |
| ナルイン                      | ナルイン州       | UAFN | (НЫН)     | ナルイン空港                                    | 北緯41度26分29秒 東経076度07分50秒 / 北緯41.44139度 東経76.13056度     |
| タラス                        | タラス州         | UAFT | (ТЛС)     | タラス空港                                      | 北緯42度30分21秒 東経072度15分47秒 / 北緯42.50583度 東経72.26306度     |
| ポクロフカ                    | タラス州         | -    | -         | ポクロフカ空港（Pokrovka Aerodrome）            | 北緯42度42分52秒 東経071度42分34秒 / 北緯42.71444度 東経71.70944度     |
| タムチィ                      | イシク・クル州   | UCFL | (ИКУ)     | イシク・クル国際空港                            | 北緯42度35分18秒 東経076度42分48秒 / 北緯42.58833度 東経76.71333度     |
| カラコル                      | イシク・クル州   | UCFP | (КПЖ)     | カラコル国際空港                                | 北緯42度30分29秒 東経078度24分28秒 / 北緯42.50806度 東経78.40778度     |
| チョルポン＝アタ              | イシク・クル州   | UAFG | (ЧЛА)     | チョルポン＝アタ空港                            | 北緯42度39分13秒 東経077度03分24秒 / 北緯42.65361度 東経77.05667度     |
| タムガ                        | イシク・クル州   | UAFA | (ТМГ)     | タムガ空港                                      | 北緯42度09分11秒 東経077度33分50秒 / 北緯42.15306度 東経77.56389度     |
| トクマク                      | チュイ州         | UAFF | (ТКМ)     | トクマク空港（トクモク空港）                    | 北緯42度49分44秒 東経075度20分09秒 / 北緯42.82889度 東経75.33583度     |
| チャト＝キョリ                | チュイ州         | -    | -         | Chatköl Aerodrome                               | 北緯42度59分54秒 東経074度17分58秒 / 北緯42.99833度 東経74.29944度     |
| カラバルタ                    | チュイ州         | -    | -         | カラバルタ空港（Kara-Balta Aerodrome）          | 北緯42度48分19秒 東経073度53分33秒 / 北緯42.80528度 東経73.89250度     |
| バイチク                      | チュイ州         | -    | -         | バイチク空港（Baytik Aerodrome）                | 北緯42度44分30秒 東経074度32分30秒 / 北緯42.74167度 東経74.54167度     |
| プリゴロドノエ（Prigorodnyi） | チュイ州         | -    | -         | プリゴロドノエ空港（Prigorodnyi Aerodrome）     | 北緯42度54分50秒 東経074度30分28秒 / 北緯42.91389度 東経74.50778度     |
| カント                        | チュイ州         | UAFW | -         | カント空軍基地                                  | 北緯42度51分11秒 東経074度50分47秒 / 北緯42.85306度 東経74.84639度     |